# 圣伊莱尔 (上卢瓦尔省)
圣伊莱尔（法語：Saint-Hilaire，法語發音：[sɛ̃.t‿ilɛʁ] ⓘ）是法国上卢瓦尔省的一个市镇，属于布里尤德区。

## 地理
圣伊莱尔（45°22'51"N, 3°26'15"E）面积14.64 平方千米，位于法国奥弗涅-罗讷-阿尔卑斯大区上盧瓦爾省，该省份为法国中南部省份，北起多姆山省和卢瓦尔省，西接康塔爾省，南至洛泽尔省，东临阿尔代什省。
与圣伊莱尔接壤的市镇（或旧市镇、城区）包括：阿尼亚、欧宗、阿泽拉、旧尚帕尼亚克、沙西尼奥勒、圣马丹多利耶尔。

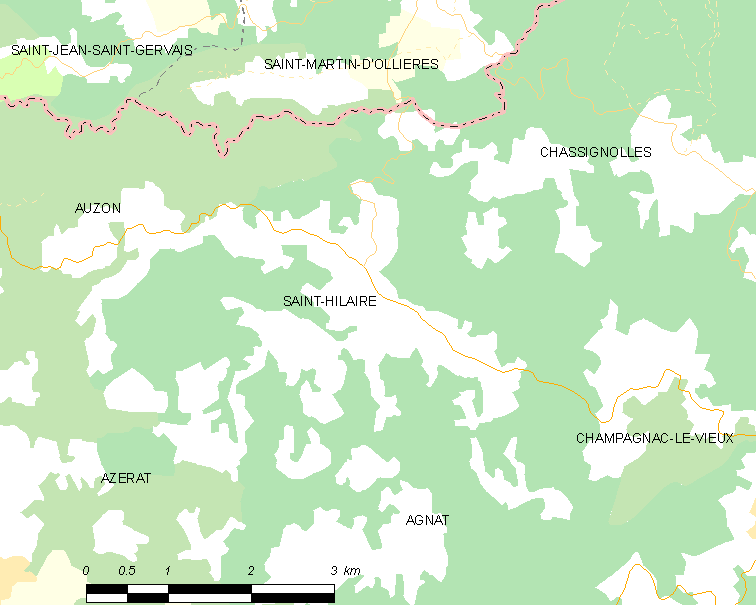
的OSM定位图

圣伊莱尔的时区为UTC+01:00、UTC+02:00（夏令时）。

## 行政
圣伊莱尔的邮政编码为43390，INSEE市镇编码为43193。

## 政治
圣伊莱尔所属的省级选区为圣弗洛里娜县。

## 人口

1962-2008年间人口变化图示

圣伊莱尔于2022年1月1日时的人口数量为158人。